# Fritz Konzert
Friedrich „Fritz“ Konzert (* 25. Jänner 1877 in Innsbruck; † 12. Oktober 1964 ebenda) war ein österreichischer Techniker und Stadtbaudirektor in Innsbruck.

## Leben

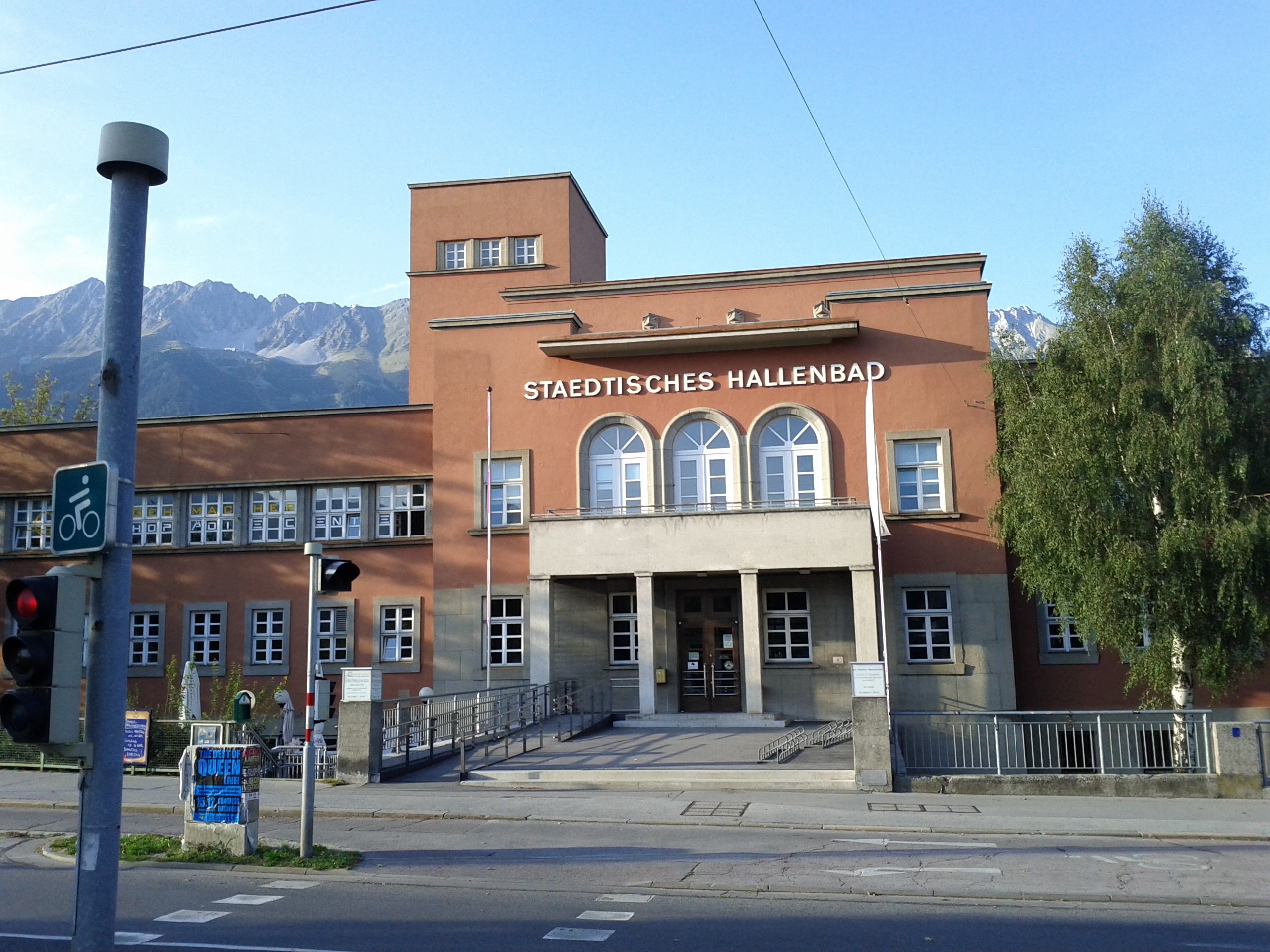
Städtisches Hallenbad

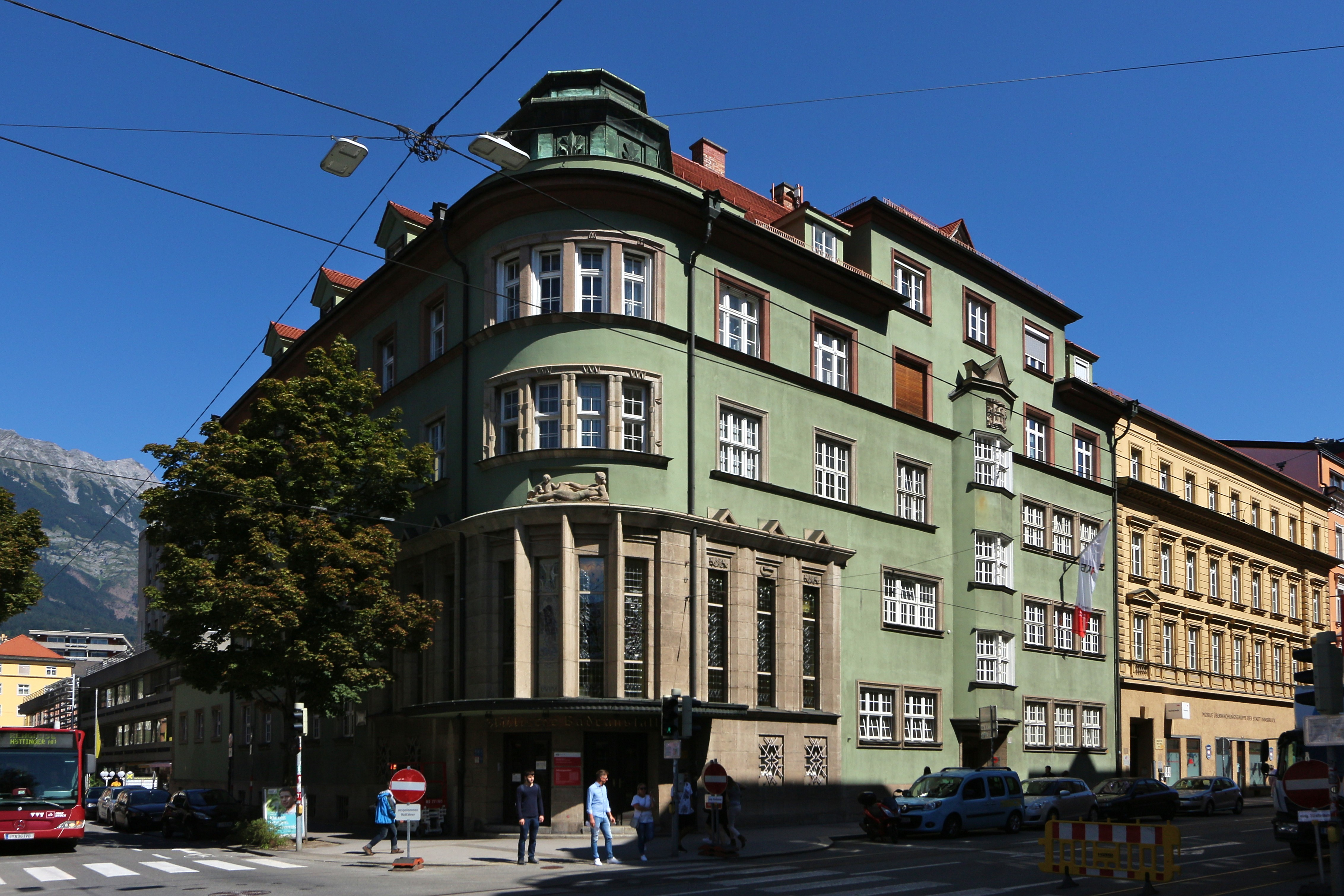
Städtisches Dampfbad

Fritz Konzert wurde 1877 als Sohn des Tischlermeisters Michael Konzert und dessen Frau Aloisia, geb. Socher, in Innsbruck geboren. Nach dem Besuch der Oberrealschule in Innsbruck studierte er an den Technischen Hochschulen in Wien und Graz. Nach Beendigung des Studiums arbeitete er ab 1902 im Bauunternehmen von Josef Riehl. Als Bautechniker war er am Bau der Stubaitalbahn sowie der Projektierung der Montafonerbahn, der Tauferer Bahn und der Mittenwaldbahn beteiligt. Beim Bau der Außerfernbahn von Reutte bis zur Landesgrenze hatte er die Bauleitung inne.
1905 trat Fritz Konzert in den Dienst der Stadt Innsbruck ein, wo er bis zum Stadtbaudirektor aufstieg. Er war im Hoch- und Tiefbau tätig und an der Errichtung von Schulen, städtischen Betrieben und zwei Wohnblocks in Pradl beteiligt. Die von ihm entworfenen Gebäude weisen Heimatstil- und Jugendstil-Elemente auf, später auch solche der Neuen Sachlichkeit. Einige von Konzerts Bauten erreichen ein hohes baukünstlerisches Niveau und stehen heute unter Denkmalschutz. Von ihm stammen unter anderem die Entwürfe für das Städtische Dampfbad in der Salurner Straße (1926/27) und das Städtische Hallenbad in der Amraser Straße (1928/29). Beide zählen in architektonischer wie funktionaler Hinsicht zu den bedeutendsten Gebäuden der 1920er Jahre in Innsbruck und Höhepunkten der Tiroler Bäderarchitektur.
Bereits 1906 schlug Konzert die Verlegung der Arlbergbahn zwischen Hauptbahnhof und Westbahnhof in einen Einschnitt vor. Die Strecke führte damals auf Straßenniveau durch das Stadtgebiet und stellte ein Hindernis für den Straßenverkehr dar, die Straßenbahn wurde auf einem eisernen Viadukt darübergeführt. Durch die Weltkriege wurde die Verwirklichung des Projektes verhindert, erst 1956 konnte die neue Trasse fertiggestellt werden, die von den bisherigen Straßen auf Brücken überquert wird. Die sogenannte Konzertkurve verfügt über zwei Gleise als Verbindung zwischen Hauptbahnhof und Westbahnhof und ein drittes Gleis als Anschluss der Arlbergbahn an den Frachtenbahnhof. Im Verlauf der früheren Straßenbahnbrücke wurde eine neue Straße errichtet, die den Namen Fritz-Konzert-Straße erhielt.

## Ehrungen
1937 erhielt Fritz Konzert das Offizierskreuz des österreichischen Verdienstordens. 1957 wurde Fritz Konzert das Große Ehrenzeichen für Verdienste um die Republik Österreich verliehen.
Noch zu seinen Lebzeiten wurden die Konzertkurve der Arlbergbahn und die darüber führende Fritz-Konzert-Straße nach ihm benannt.

## Werke
- Erweiterungsbau der HTL Anichstraße (1909/10)[7]
- Knaben-Hauptschule Wilten, Müllerstraße (1910/11)[8]
- Markthalle (1913/14)[9]
- Volksbad in der Herzog-Otto-Straße (heute Stadtarchiv/Stadtmuseum, 1913/14)
- Städtisches Dampfbad, Salurner Straße (1926/27)
- Städtisches Hallenbad, Amraser Straße (1928/29)
- Konzertkurve der Arlbergbahn (1953–56)